# 福建省审计厅
福建省审计厅是中华人民共和国福建省人民政府主管审计事务的组成部门。

## 沿革
- 1949年9月，福建省财政厅内设审计科；
- 1950年4月，福建省财政厅审计科撤销，改设监察科；
- 1958年，福建省财政厅监察科撤销；
- 1982年9月，福建省财政厅内设省审计机关筹备组；
- 1984年3月1日，福建省审计局成立；
- 1994年11月，福建省审计局更名为福建省审计厅。[2]

## 组织机构

### 内设机构
1. 办公室
2. 法规处
3. 综合处
4. 经济责任审计处
5. 计算机审计处
6. 财政审计处
7. 金融审计处
8. 行政事业审计处
9. 经贸审计处（中央属单位审计处）
10. 农业与资源环保审计处
11. 社会保障审计处
12. 固定资产投资审计处
13. 外经贸审计处
14. 人事处
15. 机关党委[3]

### 派出审计处
1. 经济执法审计处
2. 教育审计处
3. 科文体审计处
4. 卫生社保审计处
5. 政法审计处
6. 机关事务审计处
7. 建设审计处
8. 农林水审计处[3]

### 直属事业单位
- 科研所
- 计算机中心
- 培训中心
- 举报中心[4]

### 社会团体
- 福建省内部审计协会
- 福建省审计学会[4]

## 历任厅长

### 福建省审计局局长
- 温海树（1989年10月-1994年11月）

### 福建省审计厅厅长
- 温海树（1994年11月-1995年4月）
- 陈丽群（1995年4月-2000年4月）
- 冯声康（2000年4月-2002年5月）
- 俞传尧（2002年5月-2011年9月）
- 姜榕兴（2011年9月至2016年9月）
- 杨红（2016年9月至今）